# Dorfbahn Serfaus

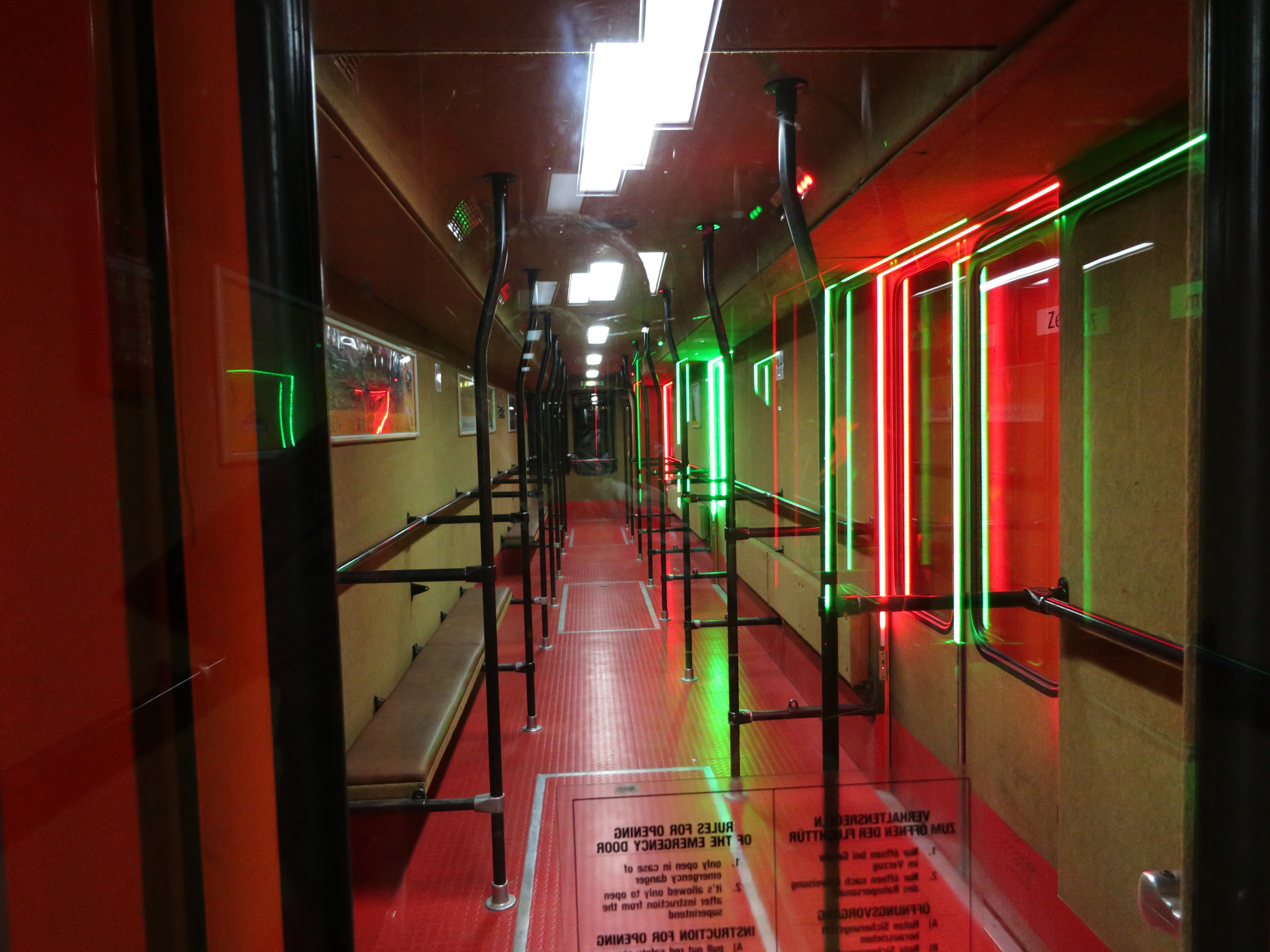
Interiér vozu U-Bahn Serfaus

U-Bahn Serfaus je systém metra v tyrolské vesnici Serfaus v Rakousku.
Je to jeden z nejmenších systémů svého druhu na světě (délka 1280 m); je celý hloubený, jeho tunel je jednokolejný. Maximální stoupání je 5,35 %, převýšení je 20,1 m. Na trati se nacházejí celkem čtyři stanice. Doba jízdy je 9 minut. Jízdné se neplatí.
Vlak je pouze jeden a do 20. dubna 2017 byl dvouvozový o kapacitě 270 míst. Po rekonstrukci má od října 2017 vlak tři nové vagóny, kapacita se zvýšila na 400 míst. Souprava nejezdí po kolejích, ale po betonové desce na vzduchových polštářích, rychlostí 11 m/s (39,6 km/h). Nový vlak má přepravit po dokončení všech stavebních úprav v roce 2019 až 3000 cestujících za hodinu.

## Historie
V 70. letech se rozhodlo obecní zastupitelstvo, že z lyžařského střediska zcela vytlačí automobilovou dopravu. Proto bylo postaveno velké parkoviště přímo před vjezdem do obce. Dál museli návštěvníci jet autobusem. Autobusová doprava však začala být velmi vytížená, a tudíž se rozhodlo v prosinci 1984 o převedení dopravy pod zem. Hlavní třída se proměnila ve staveniště, budovalo se celý rok, systém byl otevřen v prosinci roku 1985 a od této doby metro nahradilo automobilovou dopravu.

## Stanice
- Parkplatz (parkoviště)
- Kirche (kostel)

Schéma stanic U-Bahn Serfaus

- Zentrum (dříve Raika, podle sousedící pobočky Raiffeisenbank)
- Seilbahn (lanovka)